# Karin Magnussen
Pour les articles homonymes, voir Magnussen.
Karin Magnussen (9 février 1908 – 19 février 1997) est une biologiste, professeure et chercheuse de l'Institut Kaiser-Wilhelm d'anthropologie, d'hérédité humaine et d'eugénisme allemande pendant le Troisième Reich. Elle est connue pour son ouvrage de 1936, Rassen- und bevölkerungspolitisches Rüstzeug, et ses études sur l'hétérochromie (différences de couleurs entre les yeux d'une même personne) à l'aide d'iris fournis par Josef Mengele à partir de victimes du camp de concentration d'Auschwitz.

## Enfance et éducation
Karin Magnussen, fille du peintre de paysages et céramiste Walter Magnussen, grandit avec sa sœur dans un intérieur bourgeois. Elle achève ses études à Brême, étudiant ensuite la biologie, la géologie, la chimie et la physique à l'université de Göttingen. Karin Magnussen rejoint le Nationalsozialistischer Deutscher Studentenbunde (Union des étudiants nationaux-socialistes allemands) (NSDStB) alors qu'elle est encore une étudiante de premier cycle. En 1931, à l'âge de 23 ans, elle prend sa carte de membre du Parti national-socialiste des travailleurs allemands. Plus tard, elle est une cheffe de file de la Ligue des jeunes filles allemandes (Bund Deutscher Mädel, ou MBD) et membre du Nationalsozialistischer Lehrerbund (Ligue des professeurs nationaux-socialistes). En tant que cheffe du BDM, elle tient des conférences sur la politique raciale et la démographie. Elle est diplômée en 1932 en botanique, zoologie et géologie. En juillet 1932, elle présente sa thèse intitulée : Untersuchungen zur Entwicklungsphysiologie des Schmetterlingsflügels (Études sur la physiologie de l'aile de papillon).
Après l'obtention de son doctorat, elle étudie à l'Institut zoologique de l'université de Göttingen avec Alfred Kühn. Elle se classe première lors de l'examen d'État pour devenir professeur dans le secondaire, notamment en biologie en 1936. À Hanovre, Karin Magnussen travaille comme enseignante dans une école secondaire. Elle s'inspire éventuellement de la biologiste Agnes Bluhm, qui a travaillé à l'Institut Kaiser-William en biologie et a écrit Die rassenhygienischen Aufgaben des weiblichen Arztes à Berlin en 1934, et qui n'hésite pas à soutenir le régime de Hitler. En 1935, Karin Magnussen part travailler pour le Bureau sur la politique raciale du parti nazi de Hanovre. Un an plus tard, elle écrit Rassen- und bevölkerungspolitisches Rüstzeug. Après la fin de la Seconde Guerre mondiale, son ouvrage de 1936 apparaît sur la liste des titres bannis.
Dans la troisième édition publiée en 1943, Karin Magnussen dit ce qui suit :

« Cette guerre n'est pas juste à propos de la préservation du peuple allemand, elle concerne aussi la question de quelles races et peuples devraient vivre sur le sol européen... Fondamentalement, l'Angleterre n'avait aucun intérêt à la poursuite de cette guerre, mais il y a différentes personnes qui travaillent en coulisses et qui ont peur de tout perdre. Dans tous les États ennemis, le judaïsme a une influence notable. Et de même que le judaïsme a probablement le plus clairement compris que, dans la lutte décisive, la question de la place de leur peuple sera décidée. La guerre actuelle doit donc être aussi à propos de la répression du danger noir à l'Ouest et de l'élimination de la menace bolchevique dans l'Est, ce qui résoudra un problème racial en Europe, auquel tous les États sont plus ou moins intéressés : la question juive. Aussi le juif qui aime la vie comme un hôte dans notre pays est notre ennemi, même s'il ne s'engage pas activement dans la lutte... Du point de vue européen, la question juive est résolue en ce que les émigrants Juifs font le travail de réflexion pour les dirigeants dans les autres États. Nous avons vu que ces émigrants sont gênants et montent les peuples les uns contre les autres. » »

— Magnussen, Rassen- und bevölkerungspolitisches Rüstzeug

## Institut Kaiser-Wilhelm
À la suite de la réception d'une bourse d'études, Karin Magnussen arrête son métier d'enseignante à l'automne de 1941 et déménage à l'Institut Kaiser-Wilhelm d'anthropologie, d'hérédité humaine et d'eugénisme (ICC) à Berlin-Dahlem. À partir de ce moment-là, elle travaille au Département de pathologie expérimentale du patrimoine génétique sous la chef de service, Hans Nachtsheim. Sa recherche porte sur l'héritage de la couleur des yeux chez le lapin et l'homme. Son intérêt particulier est l'hétérochromie des iris, qu'elle étudie depuis 1938. Karin Magnussen utilise une méthode scientifique qui la mène à la conclusion que la couleur de l'œil n'est pas seulement génétique, mais aussi hormonale. Elle obtient cette conclusion après avoir entrepris des études sur des yeux de lapins seulement. En juillet 1943, elle est l'assistante de recherche de Otmar Freiherr von Verschuer. Elle rencontre également Josef Mengele, qui a travaillé là temporairement.
La Deutsche Forschungsgemeinschaft (Fondation allemande pour la recherche) (DFG) promeut son étude qui « explore la conditionnalité du patrimoine pour le développement de la couleur des yeux comme une base pour les études sur la race et l'origine ethnique » en 1943, en plus de huit autres projets de recherche de l'Institut. Ce projet est supervisé et la publication éditée par Karin Magnussen,.

## Auschwitz-Birkenau
D'un collègue, elle reçoit l'information qu'un grand nombre de jumeaux et de membres de la même famille naisse avec une hétérochromie des iris dans une famille Sinté près de Mechau, dans le nord de l'Allemagne. Les membres de la famille sont arrêtés au printemps de 1943 et emmenés à l'Institut, où ils sont photographiés. En mars 1943, les familles Sinté sont déportées au camp de concentration d'Auschwitz, où Mengele travaille depuis mai 1943 en tant que médecin du camp. C'est grâce à l’expérience de Karin Magnussen que Mengele peut faire des expériences sur ce peuple.

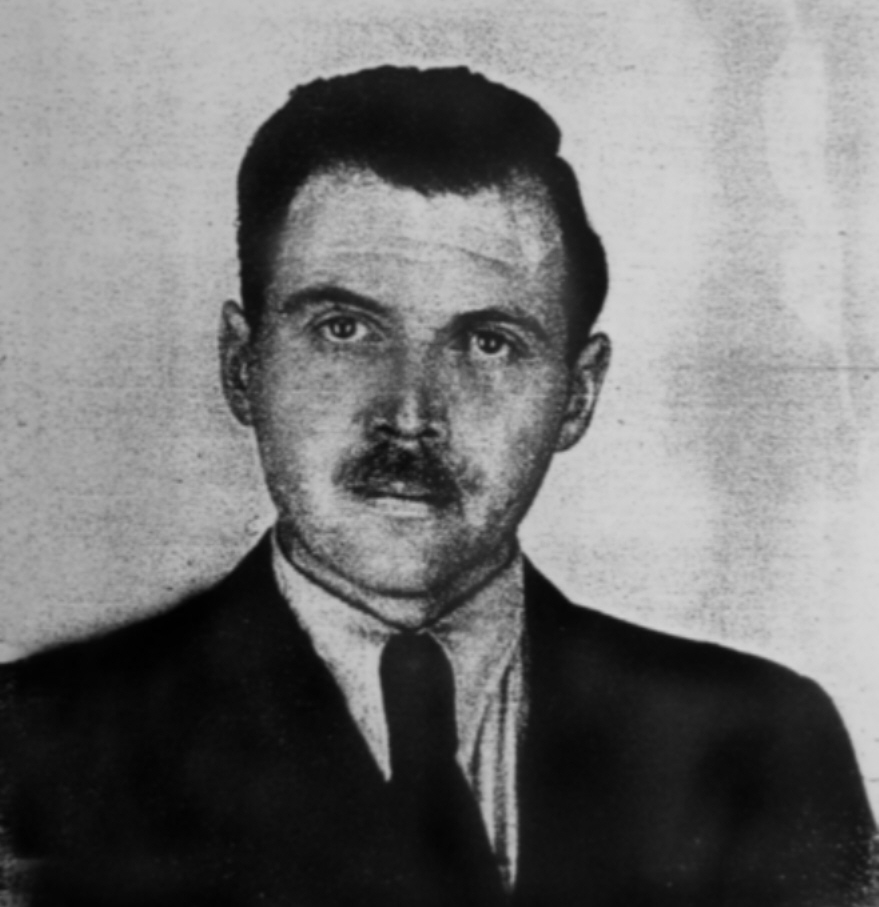
Josef Mengele en 1956. Photo prise par un photographe de la police de Buenos Aires pour un document d'identité.

Selon une déclaration faite par Karin Magnussen, Mengele traite, entre autres choses, les yeux de ces familles Sinté à l'aide de substances hormonales. Souvent, ces douloureuses interventions se traduisent par la suppuration des yeux et la cécité des victimes. Ces expériences visent à enquêter et à éradiquer l'anomalie des personnes atteintes d'hétérochromie. En cas de décès de prisonniers, Mengele promet à Karin Magnussen de lui donner les yeux des victimes pour sa recherche. Dans la deuxième moitié de 1944, Karin Magnussen reçoit les yeux des victimes des expériences de Mengele à Auschwitz-Birkenau en plusieurs livraisons. Pas moins de 40 paires d'yeux sont reçues par Karin Magnussen d'Auschwitz-Birkenau. Le pathologiste et prisonnier hongrois Miklós Nyiszli note après l'autopsie de jumeaux Sinté qu'ils ont été tués non pas en raison de la maladie, mais par une injection de chloroforme dans le cœur. Nyiszli doit alors préparer leurs yeux pour les envoyer à l'Institut.

## Après la guerre
Au moins jusqu'au printemps 1945, Karin Magnussen continue de travailler à Berlin. Après la fin de la Seconde Guerre mondiale, Karin Magnussen emménage de nouveau à Brême et continue ses recherches. Elles sont publiées en 1949 sous le titre Sur la relation entre la répartition histologique des pigments, de la couleur de l'Iris et de la pigmentation du globe oculaire de l'œil humain. Elle est par la suite dénazifiée à Brême.
En 1950, Karin Magnussen enseigne dans une école secondaire pour filles de Brême. Elle travaille en tant que conseillère y compris dans l'enseignement de la biologie. Elle est considérée comme une enseignante populaire qui mène des leçons de biologie intéressantes. Les élèves de Karin Magnussen peuvent examiner, par exemple, la vie et la mort des lapins de leur élevage. Jusqu'en 1964, elle publie des articles dans des publications scientifiques. En 1970, elle prend sa retraite. Même dans la vieillesse, Karin Magnussen justifie l'idéologie raciale nazie. Elle note en 1980, dans une conversation avec le généticien Benno Müller-Hill, que les lois de Nuremberg n'ont pas été assez justes. Elle refuse également de reconnaître que Mengele a tué des enfants pour ses études scientifiques.
En 1990, Karin Magnussen emménage dans une maison de soins infirmiers ; elle y décède en février 1997.